# Tayassu albirostris
El tatabro (Tayassu albirostris) es una especie de mamífero artiodáctilo de la familia Tayassuidae. Destaca por ser una especie amansada por algunas tribus indígenas americanas, sin llegar a estar verdaderamente domesticada. Ciertas regiones, como la del Urabá, se distinguían por la gran producción de este animal, cuyos ejemplares y carne se enviaban como artículo de intercambio a las tribus interioranas de la Serranía de Abibe y el noroeste de Antioquia a cambio de oro y algodón.